# Rozstaw piętnastocalowy
Rozstaw piętnastocalowy – rozstaw szyn, dla których odległość między wewnętrznymi powierzchniami główek szyn wynosi 381 mm, czyli 15 cali. Użycie tego rozstawu zostało zapoczątkowane przez angielskiego pioniera kolei wąskotorowych – Arthura Heywooda – w jego kolejce Duffield Bank Railway w 1874 roku. Szerokość ta została przez niego wybrana, jako najtańsza w eksploatacji oraz najprostsza do zamontowania. Na świecie rozstaw ten ma główne zastosowanie przy parkowych miniaturowych kolejkach w celach turystycznych.

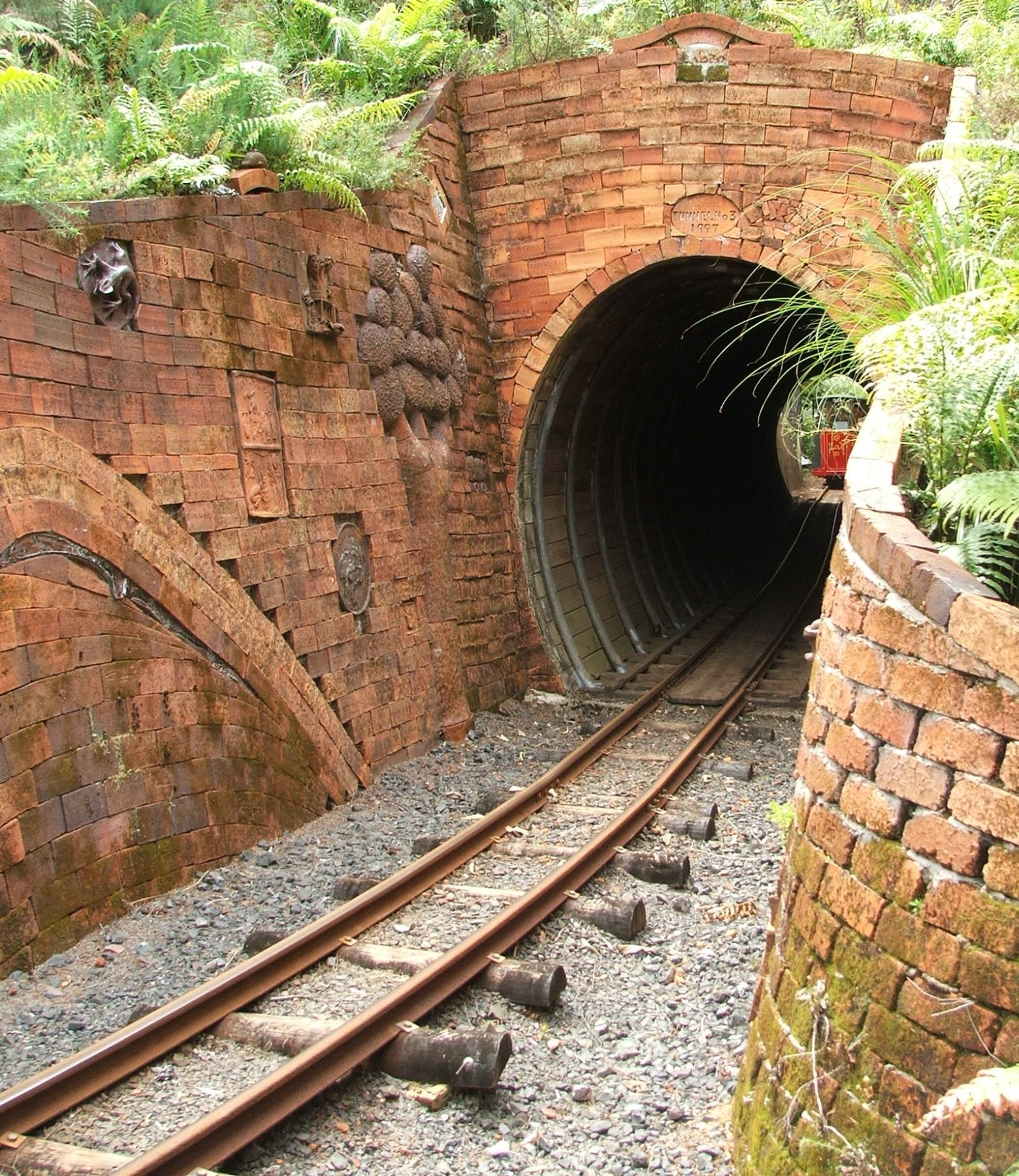
Rozstaw piętnastocalowy